# Daily Dose of Sunshine
Daily Dose of Sunshine (hangeul: 정신병동에도 아침이 와요 ; RR : Jungsinbyeongdong-edo achim-i wayo : « Le matin arrive même dans le service psychiatrique ») est une série télévisée sud-coréenne en 12 épisodes de 52 à 72 minutes diffusée à partir du 3 novembre 2023 sur Netflix. Elle s'inspire d'un roman de Lee Ra-ha.

## Synopsis
Jung Da-eun est une infirmière dévouée. Mais à force de vouloir bien faire pour ses patients de l'unité psychiatrique du centre hospitalier universitaire de Myungshin, elle provoque parfois des catastrophes. Ces incidents mettent en lumière les dysfonctionnements d'une société qui contribuent à créer ou aggraver les pathologies mentales et physiques des patients.

## Distribution
- Park Bo-young (VF : Charlotte Hervieux) : Jung Da-eun, une infirmière en troisième année qui passe de la médecine interne à la psychiatrie
- Yeon Woo-jin (VF : Pascal Nowak) : Dong Go-geun, un médecin proctologue
- Jang Dong-yoon (VF : Antoine Ferey) : Song Yu-chan, le meilleur ami de Da-eun
- Lee Jung-eun (VF : Annie Le Youdec) : Song Hyo-shin, l'infirmière en chef du service psychiatrique
- Park Ji-yeon (VF : Flora Brunier) : Hong Jeong-ran, une camarade d'université de Da-eun
- Jeon Bae-soo (en) (VF : Thierry Ragueneau) : Yoon Man-cheo, un infirmier de l'unité psychiatrique
- Lee Yi-dam (VF : Alexandra Garijo) : Min Deul-re, une infirmière
- Lee Sang-hee : Park Soo-yeon, une infirmière
- Yoo In-soo : Ji Seung-jae, un interne en médecine
- Jang Ryul (VF : Aurélien Raynal) : Hwang Yeo-hwan, le médecin psychiatre
- Hwang Young-hee (VF : Hélène Bizot) : la mère de Da-eun

## Accueil

### Critique
Pour The Korea Times, la série propose « un conte de fées pour les grandes personnes ». Il est fait partie des dix meilleurs séries sud-coréennes du magazine Time.